# Barbodes lindog
Barbodes lindog é uma espécie de peixe actinopterígeo da família Cyprinidae.
Apenas pode ser encontrada nas Filipinas.